# الولايات المنتدبة في الجزائر

خريطة الولايات الـ 58 للجزائر

تم إعادة التقسيم الإداري في الجزائر مرتين منذ الاستقلال حيث أنه سنة 1974 تم ترقية 16 ولاية جديدة لتصبح 31 وكانت في السابق 15 ولاية ثم أعادت الجزائر التقسيم سنة 1984 لتزيد بذلك عدد الولايات لتبلغ 48 ولاية.

## المدن المقترحة على وزارة الداخلية
تعتزم وزارة الداخلية والجماعات المحلية في الجزائر الإعلان عن القائمة التي تتضمن الولايات المنتدبة وهذا في إطار تقريب الإدارات من المواطن وقد تم اقتراح المدن والدوائر التالية:
بئر العاتر، تابلاط، العلمة، المشرية، عين الصفراء، بريكة، المنيعة، خميس مليانة، شلغوم العيد، الخروب، تلاغ، عين أميناس، بوقاعة، رويبة، الونزة، متليلي، عين البيضاء، عين صالح، بوسعادة، قمار، عين مليلة، عين ياقوت، قصر الشلالة، مازونة، الحمادية، قصر البخاري، رأس الماء، بومدفع، زغاية، أقبو، أفلو، السوقر، شلالة العذاورة، فرندة، بني عباس، التواتة، تيميمون، أريس، ثنية الحد، مسعد.

## وادي السبع
سيتم تصفية هذه المدن لتستقر في الاخير على المدن التي لها الحق سواء من حيث عدد السكان والبلديات التي تنتمي لها وطابعها الاقتصادي وتاريخها، بالإضافة إلى طابعها الحضري.
- 1 ولاية أدرار: برج باجي مختار - تيميمون
- 2 ولاية الشلف: تنس - بوقادير
- 3 ولاية الأغواط: أفلو
- 4 ولاية أم البواقي: عين البيضاء - عين مليلة
- 5 ولاية باتنة: بريكة - أريس - مروانة  - عين توتة
- 6 ولاية بجاية: خراطة - أقبو
- 7 ولاية بسكرة: أولاد جلال - طولڨة
- 8 ولاية بشار: بني عباس - العبادلة
- 9 ولاية البليدة - بوفاريك - العفرون - الأربعاء
- 10 ولاية البويرة: سور الغزلان - عين بسام - الأخضرية
- 11 ولاية تمنراست: عين صالح - عين قزام
- 12 ولاية تبسة - بئر العاتر - الشريعة
- 13 ولاية تلمسان: مغنية - الغزوات - ندرومة - سبدو
- 14 ولاية تيارت: فرندة - السوقر - قصر الشلال
- 15 ولاية تيزي وزو: ذراع الميزان - عين الحمام - أزفون - عزازقة
- 16 ولاية الجزائر: غير معنية بالتقسيم الإداري الجديد
- 17 ولاية الجلفة: عين الوسارة - مسعد
- 18 ولاية جيجل: الميلية - تاكسنة - الطاهير
- 19 ولاية سطيف: العلمة - عين ولمان - بوقاعة
- 20 ولاية سعيدة: سيدي بوبكر
- 21 ولاية سكيكدة: عزابة - الحروش - القل
- 22 ولاية سيدي بلعباس: تلاغ - سفيزف
- 23 ولاية عنابة: غير معنية بالتقسيم الإداري الجديد
- 24 ولاية قالمة: غير معنية بالتقسيم الإداري الجديد
- 25 ولاية قسنطينة - الخروب - زيغوت يوسف - عين عبيد - حامة بوزيان - ابن زياد
- 26 ولاية المدية: تابلاط - قصر البخاري- شلالة العذاورة
- 27 ولاية مستغانم: سيدي علي - بوقيراط
- 28 ولاية المسيلة: بوسعادة - مقرة
- 29 ولاية معسكر: المحمدية - سيق - تيغنيف
- 30 ولاية ورقلة: تقرت
- 31 ولاية وهران: السانية - عين الترك - أرزيو - بوتليليس - بطيوة - قديل - واد تليلات - بئر الجير
- 32 ولاية البيض: لبيض سيدي الشيخ
- 33 ولاية إليزي: جانت
- 34 ولاية برج بوعريريج: رأس الوادي
- 35 ولاية بومرداس: برج منايل - دلس
- 36 ولاية الطارف: الذرعان
- 37 ولاية تيسمسيلت: ثنية الحد
- 39 ولاية الوادي: جامعة
- 40 ولاية خنشلة: ششار- قايس - أولاد رشاش
- 41 ولاية سوق أهراس: سدراتة
- 42 ولاية تيبازة: شرشال - القليعة
- 43 ميلة: شلغوم العيد - فرجيوة - زغاية
- 44 ولاية عين الدفلى: مليانة - خميس مليانة
- 45 ولاية النعامة: مشرية - عين الصفراء
- 46 ولاية عين تموشنت: بني صاف - حمام بوحجر
- 47 ولاية غرداية: المنيعة - متليلي - القرارة
- 48 ولاية غليزان: واد رهيو - زمورة - مازونة

## 2017
جاء في العدد الجديد من الجريدة الرسمية، مرسوم رئاسي، يقضي باستحداث عشر مقاطعات إدارية عبر 8 ولايات جنوبية، يتولى مهمة الإشراف عليها ولاة منتدبون يخضعون لسلطة الولاة ذوي الاختصاص الإقليمي.
وتم الإعلان رسميا عن المقاطعات الإدارية الجديدة وهي :
- تيميمون عن ولاية أدرار.
- برج باجي مختار.
- أولاد جلال عن ولاية بسكرة.
- بني عباس عن ولاية بشار.
- عين صالح.
- عين قزام عن ولاية تمنراست.
- تقرت عن ولاية ورقلة.
- المغير عن ولاية الوادي.
- المنيعة عن ولاية غرداية.

## 2020
صادق مجلس الوزراء، اليوم الثلاثاء 26 نوفمبر 2019، على استحداث 44 ولاية منتدبة بالهضاب العليا.
كما تقرر في الاجتماع الذي ترأسه رئيس الدولة عبد القادر بن صالح، ترقية 10 ولايات منتدبة بالجنوب الكبير إلى ولايات جديدة، ليصبح تعداد ولايات الجزائر 58 ولاية.
وبحسب قرارات مجلس الوزراء فإن الولايات الجديدة في الجنوب الكبير هي برج باجي مختار، وعين صالح، وجانت، وعين قزام، والمغير، وتقرت وبني عباس، وتيميمون، وأولاد جلال والمنيعة.
بالإضافة إلى ترقية 44 دائرة كبيرة، إلى ومقاطعات إدارية بالهضاب العليا.

### الولايات المنتدبة (منطقة الهضاب العليا من الشرق إلى الغرب)
- عن ولاية سوق أهراس: سدراتة وتاورة.
- عن ولاية تبسة: بئر العاتر والشريعة و الونزة.
- عن ولاية خنشلة: ششار وقايس و أولاد رشاش.
- عن ولاية أم البواقي: عين البيضاء وعين مليلة.
- عن ولاية باتنة: بريكة وآريس و مروانة.
- عن ولاية ميلة: فرجيوة وشلغوم العيد وتاجنانت.
- عن ولاية سطيف: العلمة وبوقاعة و عين ولمان.
- عن ولاية برج بوعريريج: رأس الوادي.
- عن ولاية المسيلة: بوسعادة ومقرة وسيدي عيسى.
- عن ولاية البويرة: سور الغزلان وعين بسام.
- عن ولاية المدية : قصر البخاري والبرواقية و بني سليمان و شلالة العذاورة وتابلاط.
- عن ولاية الجلفة: مسعد وعين وسارة.
- عن ولاية الأغواط: آفلو.
- عن ولاية تيسمسيلت: ثنية الحد.
- عن ولاية تيارت: فرندة وقصر الشلالة.
- عن ولاية سيدي بلعباس: تلاغ وسفيزف و ابن باديس ورأس الماء.
- عن ولاية البيض: الأبيض سيدي الشيخ.
- عن ولاية تلمسان: مغنية وسبدو.
- عن ولاية النعامة: المشرية وعين الصفراء.
- المعرف عبدالله

## 2023
وقع رئيس الجمهورية، السيد عبد المجيد تبون، بعد استشارة وزير الداخلية والجماعات المحلية والتهيئة العمرانية، مرسوما رئاسيا تم بموجبه ترقية 7 دوائر إلى ولايات منتدبة وتعيين على رأسها ولاة منتدبين .
كما عين السيد الرئيس، باقتراح من وزير الداخلية والجماعات المحلية والتهيئة العمرانية، على رأس هذه الولايات المنتدبة السادة الآتية أسماؤهم :
 ـ بن مراح يونس واليا منتدبا لأفلو بالأغواط.
ـ بو الذهب السعيد واليا منتدبا لبريكة بباتنة.
ـ داودي توفيق واليا منتدبا لقصر الشلالة بتيارت.
ـ علواش بوعلام واليا منتدبا لعين وسارة بالجلفة.
ـ داودي عادل واليا منتدبا لمسعد بالجلفة.
ـ مودن عبد ربي واليا منتدبا للبيض سيدي الشيخ بالبيض.
ـ بن أحمد رياض واليا منتدبا لبوسعادة بالمسيلة .